# Дикумарин
Дикумарин (дикумарол) — производное 4-гидроксикумарина, антикоагулянт непрямого действия. Белый или кремово-белый мелкокристаллический порошок без запаха. Выделен в 1940 г. из гниющего донника.
Действие основано на ингибировании фермента эпоксид редуктаза витамина К, восстанавливающего витамин К из эпоксида в гидрохинон. Имеет эффект кумуляции. Обладает гепатотоксичностью, может вызывать кровотечения. Применялся для профилактики тромбозов и эмболий, но впоследствии был вытеснен неодикумарином, варфарином и другими менее токсичными препаратами.

## История
В начале 20-х годов XX века возникла вспышка ранее не зарегистрированного заболевания коров на северных территориях США и Канады. У коров возникали кровотечения после небольших процедур, а в некоторых случаях спонтанно. Например, 21 из 22 коров погибли после удаления рогов, а 12 из 25 быков скончались после кастрации. Причиной смерти всех этих животных стала потеря крови.
В 1921 году Фрэнк Шофилд, канадский ветеринар-патологоанатом, определил, что коровы ели заплесневелый силос из донника (сладкого клевера), который является мощным антикоагулянтом. Только испорченное сено из сладкого клевера приводило к заболеванию. Шофилд разделял нормальные и испорченные стебли клевера из одного стога сена и давал их разным кроликам. Состояние кролика, который поедал нормальные стебли, не изменялось, но кролик, получавший испорченные стебли, умирал от множественных кровотечений. Повторный эксперимент с другими образцами клевера дал схожий результат. В 1929 году ветеринар Северной Дакоты Родерик Л. М. продемонстрировал, что такое состояние связано с недостаточным функционированием протромбина.
Антикоагулирующее вещество в испорченном доннике не удавалось обнаружить до 1940 года. В 1933 году группа химиков, работавших в лаборатории Университета Висконсина под руководством Карла Пауля Линка, намеревались выделить из испорченного сена и описать вещество, вызывающее кровотечения. Потребовалось 5 лет, чтобы ученик Линка Гарольд Кэмпбелл смог получить 6 мг кристаллического антикоагулянта. Далее ученик Линка Марк Стахманн начал проект по извлечению 1,8 г перекристаллизованного антикоагулянта в течение около 4 месяцев. Этого материала было достаточно, чтобы проверить результаты работы Кэмпбелла и подробно описать полученное соединение. Было установлено, что это был 3,3'-метиленбис-(4-гидроксикумарин), который позже был назван дикумаролом. Эти результаты были подтверждены путём синтеза дикумарола и доказательства его идентичности естественному агенту, вызывавший кровотечения.
Дикумарол был продуктом растительных молекул кумарина. Кумарин, как теперь известно, присутствует во многих растениях и вызывает сладкий запах свежескошенной травы или сена, а также некоторых растений, например зубровка душистая. На самом деле, название «сладкий клевер» донник получил из-за сладкого запаха за счёт высокого содержания кумарина в его составе, а не за горький вкус. Кумарины в частности присутствуют подмареннике душистом и в меньшем количестве в лакрице, лаванде и в различных других видах. Однако, сам по себе кумарин не влияет на свёртывание крови, но может быть вначале метаболизирован различными грибами в соединения, такие как 4-гидроксикумарин, а далее (в присутствии естественного формальдегида) в дикумарол, который обладает антикоагулянтными свойствами. Грибное происхождение дикумарола объясняет наличие этого антикоагулянта только в испорченном силосе клевера. Таким образом, дикумарол является продуктом брожения и микотоксином.
В течение следующих нескольких лет, у многочисленных аналогичных веществ (например, 4-гидроксикумарины) обнаруживали те же антикоагулянтные свойства. Первый лекарственный препарат из класса антикоагулянтов был собственно дикумарол, запатентованный в 1941 году и затем применяемый как фармакологическое средство.